# 世界三项全能公司
世界铁人三项公司（WTC）是世界著名的“铁人”三项赛事品牌拥有者，属于先进出版公司，占全球长距离三项运动份额的91%。公司拥有五个独家三项赛事品牌，在全球每年运营250多项赛事。其中超级“铁人”赛事IRONMAN®和半程“铁人”赛事IRONMAN® 70.3®为主打赛事品牌，是世界最大的大众体育赛事参与平台。  

## 历史
1990年，詹姆斯·P.·吉尔斯博士在Lew Friedland的帮助下，斥资300万美元从Valerie Silk手里购买了拥有铁人品牌的夏威夷铁人三项公司。通过铁人三项的品牌，吉尔斯建立了世界铁人三项公司，打算进一步推动铁人三项，并增加奖金。 Ben Fertic为现任CEO。
铁人运动起源于1978年的夏威夷，创始人是美国海军准将约翰·柯林斯（John Collins）。他对铁人的描述是：游泳 2.4英里（3.8公里），骑车112英里（180公里），再跑步 26.2英里（42.2公里），一次完成。
1978年2月18日，包括约翰·柯林斯在内的15个人参加了首次铁人比赛，11个人完成了比赛。出租车司机戈登· 霍勒（Gordon Haller），用时11小时46分40秒成为历史上首位“铁人”。约翰· 柯林斯本人也完成了比赛，用时超过17个小时。

### 大连万达集团（2015-2020）
2015年秋季，大连万达集团收购了世界铁人三项公司和铁人的品牌。万达收购了100%产权，6.5亿美元，并将之前的债务一并收购。
据万达的新闻稿，四年来，世界铁人三项公司的总收入平均复合增长率达40%， 净利润的增长达到40%每年。 万达集团已经宣布，计划把铁人三项赛事引进中国。铁人三项在20多个国家举办，但是从来没有在中国举办过。但是铁人三项在亚洲，如台湾、韩国和日本颇受欢迎。

### 先进出版公司 (2020–)
2020年3月26日，先进出版公司宣布将从大连万达集团手中收购世界铁人集团，Orkila是此次收购的共同投资者。作为交易的一部分，万达将继续根据许可协议继续在中国经营铁人系列赛事。 该交易于2020年7月21日宣布完成。